# Malīḩeh-ye Sharqī
Malīḩeh-ye Sharqī (persiska: ملیحه شرقی, Malīḩeh-ye Yek) är en ort i Iran.   Den ligger i provinsen Khuzestan, i den västra delen av landet, 600 km sydväst om huvudstaden Teheran. Malīḩeh-ye Sharqī ligger 23 meter över havet och antalet invånare är 228.
Terrängen runt Malīḩeh-ye Sharqī är mycket platt. Runt Malīḩeh-ye Sharqī är det ganska tätbefolkat, med 144 invånare per kvadratkilometer. Närmaste större samhälle är Jalālīyeh Shomālī, 16,5 km norr om Malīḩeh-ye Sharqī. Omgivningarna runt Malīḩeh-ye Sharqī är i huvudsak ett öppet busklandskap.